# 卡洛斯 (卡拉布里亞公爵)
卡洛斯·玛利亚·阿方索·马塞尔（西班牙語：Carlos Maria Alfonso Marcel，1938年1月16日—2015年10月5日），出生在瑞士洛桑。两西西里王子，西班牙王子，卡拉布里亚公爵、波旁-两西西里王室西班牙系家族族长。

## 生平
卡洛斯是两西西里王位继承人，卡塞塔伯爵阿方索的曾孙。是阿方索的次子卡洛亲王的孙子。由于卡洛斯的祖父于1900年12月14日放弃自己和子女的两西西里王位继承权，1901年2月7日被西班牙国王阿方索十二世封为西班牙王子，称西班牙王子卡洛斯·坦克雷多·德·波旁-两西西里，2月14日与阿方索十二世的长女阿斯图里亚斯女亲王玛丽亚·德·拉斯·梅赛德斯结婚，有二子一女；卡洛斯的父亲就是其长子。
1960年，兰尼埃里的长兄波旁-两西西里王室家族族长费迪南多·皮奥去世。由于次兄卡洛于1900年放弃自己和后代对两西西里王位的继承权，成为西班牙王子；三兄早夭；四兄早逝且没有子嗣，兰尼埃里成为波旁-两西西里王室家族族长。若两西西里王国继续存在，他将成为两西西里国王兰尼埃里一世 。
兰尼埃里的宣称得到了大部分欧洲王室和大部分亲属的认可，但西班牙王室却主张西班牙王子卡洛斯之父阿方索·德·波旁-两西西里为波旁-两西西里王室家族族长。于是两西西里的王位继承分为那不勒斯支系（或称卡斯特罗支系）和西班牙支系（或称卡拉布里亚支系）。卡洛斯便出自此支系。

## 婚姻与子女
1965年，卡洛斯与巴黎伯爵亨利之女安妮公主（1938年-）结婚，两人是1962年在希腊雅典出席西班牙国王胡安·卡洛斯与索菲亚王后的婚礼时认识的。婚后有一子四女：
- 长女克里斯蒂娜·伊莎贝拉·玛丽亚·路易莎（Cristina Isabella Maria Luisa，1966年3月15日-），1994年与佩德罗·洛佩兹-克萨达·乌鲁蒂亚结婚，现有有一子一女；
- 次女玛丽亚·帕洛玛·戴安娜·伊伦妮（Maria Paloma Diana Irene，1967年4月5日-），1996年与奥地利卡尔一世的孙子奥地利的西蒙大公结婚，现有三子二女；
- 长子佩德罗·胡安·玛丽亚·阿莱霍·萨图尼诺及诸圣（Pedro Juan Maria Alejo Saturnino y todos los Santos，1968年10月16日-），诺托公爵。2001年在马德里与兰多路斯-梅尔加雷霍的索菲亚结婚，现有四子二女；
- 三女伊内丝·玛丽亚·爱丽丝·安娜·伊莎贝拉（Inès Maria Alice Anna Isabella，1971年4月20日-），2001年与托莱多贵族帕洛比侯爵诺贝尔·米歇尔·卡雷里结婚，现有二女；
- 四女维多利亚·玛丽亚·艾琳·卡罗琳娜·德·拉·萨图尼纳及诸圣（Victoria Maria Aline Carolina de la Santissima Trinidad y todos los Santos，1976年5月24日-），2003年与希腊船王马库斯·诺米库斯结婚，现有二子一女。

| 卡洛斯 (卡拉布里亞公爵) 波旁-两西西里王朝出生于：1938年11月30日 | 卡洛斯 (卡拉布里亞公爵) 波旁-两西西里王朝出生于：1938年11月30日 | 卡洛斯 (卡拉布里亞公爵) 波旁-两西西里王朝出生于：1938年11月30日 |
| 義大利貴族爵位                                                  | 義大利貴族爵位                                                  | 義大利貴族爵位                                                  |
| --------------------------------------------------------------- | --------------------------------------------------------------- | --------------------------------------------------------------- |
| 前任者： 阿方索                                                 | 卡拉布里亞公爵 1964年－2015年                                   | 繼任者： 佩德羅                                                 |
| 王位覬覦者                                                      |                                                                 |                                                                 |
| 前任者： 阿方索                                                 | 波旁-两西西里王室西班牙系家族族长 1964年－2015年                | 繼任者： 佩德羅                                                 |